# Messaour Boulanouar
Œuvres principales
La meilleure force, 1963; Et pour sanction la vie. Sous peine de mort. L'alphabet de l'espace, 2008
Messaour Boulanouar, né le 11 février 1933 à Sour El Ghozlane (dans la région de Bouira en Algérie), et mort le 14 novembre 2015 dans la même ville, est un poète algérien de langue française, compagnon d'écriture de ses amis Kateb Yacine et Jean Sénac. Dans la littérature algérienne, il appartient à la génération qui a vécu sous le colonialisme français et son corollaire, la Guerre d'Algérie. Comme Kateb Yacine, il signe ses recueils de son nom, Messaour, puis de son prénom, Boulanouar.

## Biographie

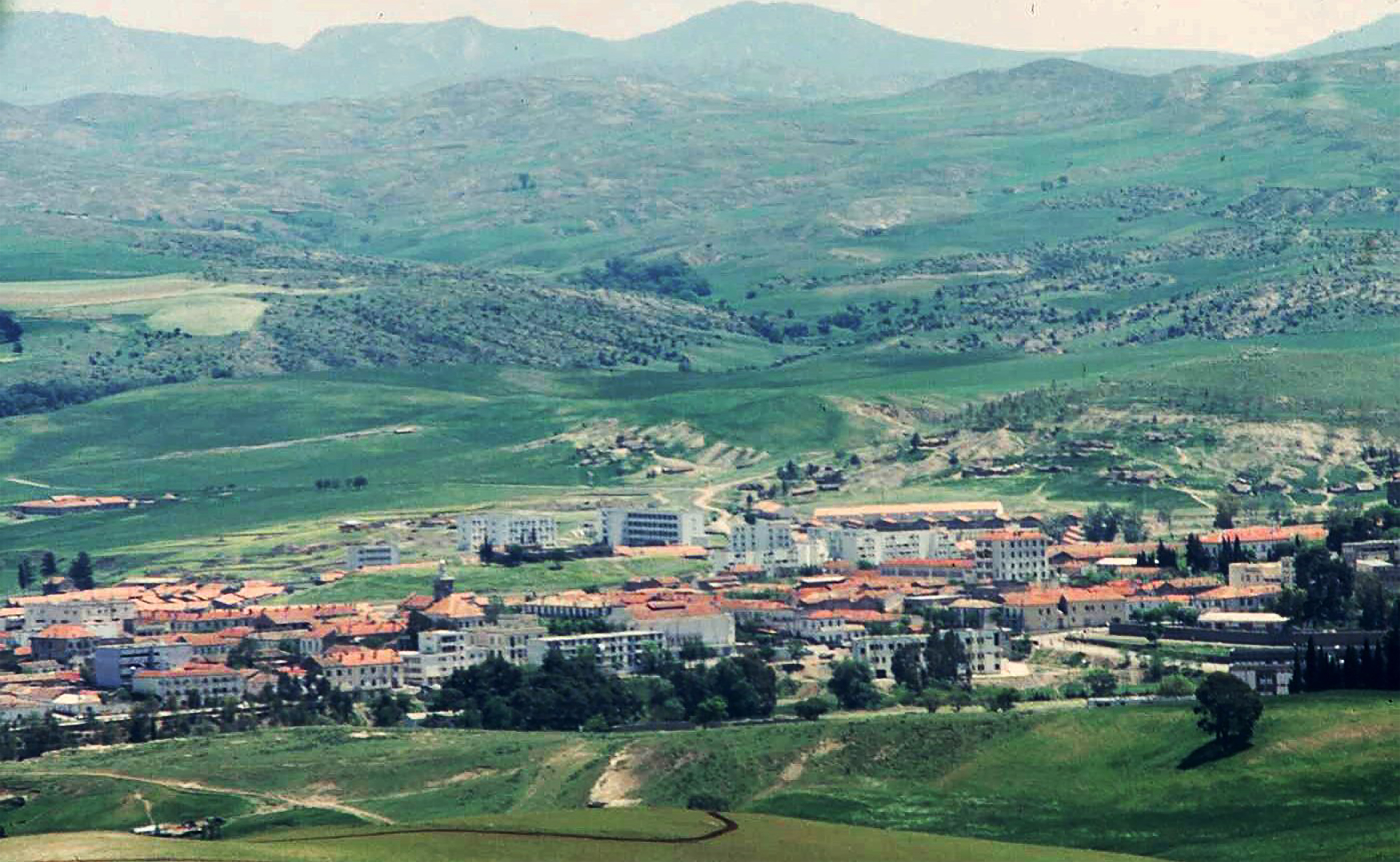
Sour El Ghozlane en 1976

Messaour naît à Sour El-Ghozlane « où (son) père était cafetier depuis l'âge de douze ans ». « Au jour de prime neige dont nous fêtions les papillons folâtres, mon père avait coutume de dire « ce n'est pas de la neige, il neige de la misère », se souviendra-t-il. Il interrompt à 17 ans ses études secondaires pour raisons médicales (tuberculose pulmonaire).
« Éveillé au nationalisme et aux exactions de la puissance coloniale française (massacre de 8 mai 1945) et de ses vaines promesses au lendemain de la Seconde guerre mondiale (élections trafiquées par le gouvernement Naegelen qui se solderont notamment dans la région de Sour El-Ghozlane en 1947, à Dechmia, par la mort de plusieurs Algériens qui les contestaient localement), il passera au militantisme actif », analyse Abdelmadjid Kaouah. En 1956 et 1957 Messaour est emprisonné durant plusieurs mois par le pouvoir colonial dans la « salle 11 » de la prison de Barberousse (Serkadji) d'Alger avec de nombreux autres militants. 
Libéré il reprend ses activités politiques et exerce divers métiers, cafetier, assureur. « Le poète habitait une petite maison face au rempart et, chaque soir, les jeeps qui effectuaient leur ronde étaient obligées de ralentir dans un virage juste devant la maison où les perquisitions étaient attendues avec une prescience et une angoisse insupportables. Ce n'est que lorsque le ronronnement du moteur s'éloignait que la maison recommençait à respirer. Boulanouar dormait toujours vêtu, attendant une entrée en force - surtout les soirs où quelques compatriotes étaient arrêtés. », rapporte Tahar Djaout qui s'entretient avec Messaour.
Après l'indépendance de l'Algérie, Messaour est enseignant puis employé (comme Guillevic fait-il remarquer) à l'Administration de l'enregistrement et du timbre « s'engage dans l'action culturelle et poétique » et ne quitte sa ville natale, où il est familièrement connu sous son surnom « El Kheir » (le Bien), que pour des récitals ou des conférences à Alger. Seule une petite partie de son œuvre abondante s'est trouvée publiée en 1966, 1998, 2003 et 2008.
Messaour Boulanouar meurt le 14 novembre 2015 et est enterré le 16 novembre à Sour El-Ghozlane.

## L'œuvre

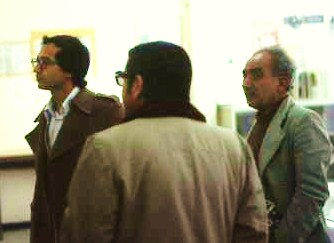
Tahar Djaout, Messaour Boulanouar et M'hamed Aoune dans une exposition de littérature, Sour El-Ghozlane, 1980

### La meilleure force
En 1963 Messaour Boulanouar publie La Meilleure force, long poème de 183 pages divisé en six parties ou chants, écrit entre 1956 et 1960 :
« J'écris pour que la vie soit respectée par tous
je donne ma lumière à ceux que l'ombre étouffe
ceux qui vaincront la honte et la vermine
j'écris pour l'homme en peine l'homme aveugle
l'homme fermé par la tristesse
l'homme fermé à la splendeur du jour »
écrit-il à la première page de l'ouvrage. Jean Sénac estime en 1967 qu'il constitue « la seule grande épopée de notre “libération”, non seulement nationale, avec ses implications étroites, mais à l'échelle de l'homme universel ». Sénac place ainsi Messaour parmi les aînés de la poésie algérienne de langue, ou de « graphie », française qui, en une « fresque du malheur et de l'espérance tenace », « allait mettre le verbe au service de la libération du territoire » : « À travers les éclairs brisés - gorge mitraillée, renaissante! - de Jean Amrouche, Mohammed Dib, Kateb Yacine, Anna Gréki, Mostefa Lacheraf, Henri Kréa, Nordine Tidafi, Bachir Hadj Ali, Ismaël Aït Djafer, Messaour Boulanouar, Nouredine Abba, Boualem Khalfa, Malek Haddad, Djamal Amrani, c'est tout un peuple qui dénonçait, répertoriait l'horreur, revendiquait et dressait dans la nuit le fanal de ses certitudes ». Messaour lui-même considère que « la poésie française qui naquit au cours de la résistance à l'occupant nazi est celle qui eut le plus d'impact sur les poètes algériens de langue française » de sa génération.
Kaddour M'Hamsadji considère semblablement en 1971 que La Meilleure force « est l'un des chants les plus longs (ou même le plus long dans le genre poème) et des plus enracinés dans la conscience nationale que compte notre littérature ».
En 1981 Tahar Djaout insiste encore sur l'originalité du livre de ce « poète essentiel » : « Parue en 1963, cette œuvre poétique a peu d'équivalent dans la littérature algérienne. C'est un très long poème de quelque 7000 vers commencé en 1956. L'incarcération de Boulanouar en septembre de cette même année n'a provoqué aucune rupture et aucun réajustement dans le cours du poème qui, terminé en 1960, forme une sorte de cosmogonie de la souffrance et de la revendication en dehors (…) le reflet de l'univers concentrationnaire et de l'horreur quotidienne où tout un peuple vivait. ». Il observera quelques années plus tard que Messaour a par la suite « toujours cheminé dans la plus parfaite solitude ».

### Autres recueils

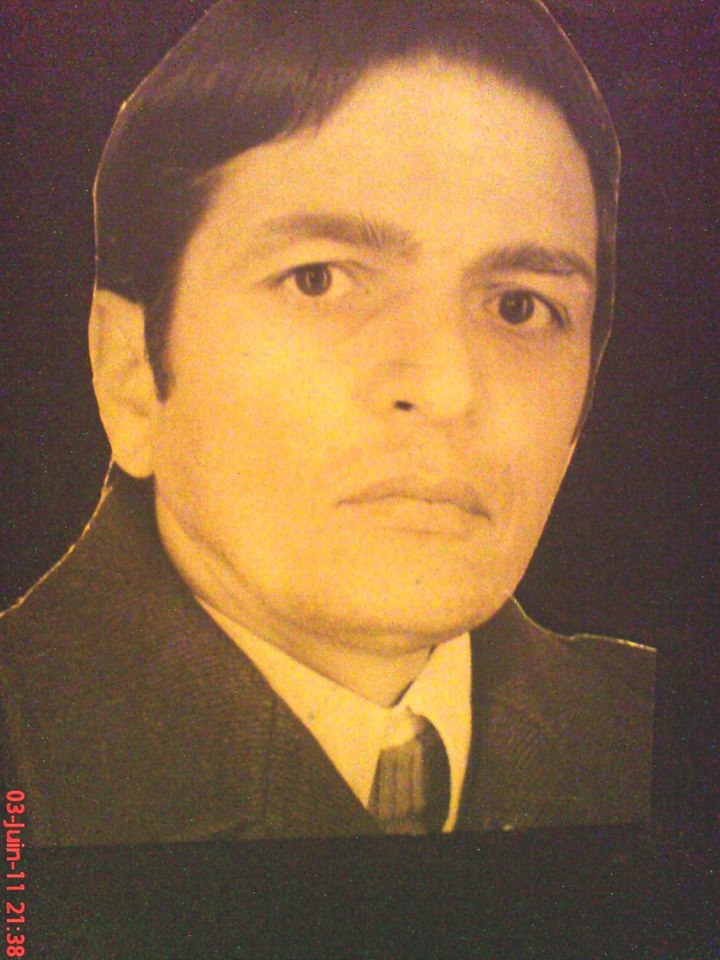
Messaour Boulanouar, années 1960

De 1963 à 1998 Messaour demeure en effet le poète d'un seul livre. La Société Nationale qui a eu le monopole de l'édition en Algérie n'accepte pas en effet de manuscrit de plus de 70 pages. Quelques rares plaquettes publiées à tirage réduit entre 1976 et 1981 manifestent cependant qu'il ne cesse d'écrire. En 1998 et 2003 de nouvelles publications brisent le long silence qui lui a été imposé. En 2008 trois nouveaux recueils de Messaour, Et pour sanction la vie. Sous peine de mort. L'alphabet de l'espace sont édités et rassemblés en un coffret.
Généreuse, complémentairement tenace, avant comme après l'indépendance de l'Algérie, en ses dénonciations et fraternelle en son esprit, le poète demeure, d'un bout à l'autre de son œuvre publiée, fidèle à son espoir d'un homme libéré. « Gonflée comme une cosse », sa parole, à travers la « répétition de mots, de tronçons de vers ou de vers entiers », expressions ou images, en revient fréquemment dans ses poèmes à ses premiers vers, pour se déployer à la façon de chants incantatoires en des rythmes fluides, amples et chaleureux. Caractéristiques de son écriture dès la « cantate » que compose La Meilleure force sont les « variations qui inventent de nouveaux enchaînements », observe Djamel Amrani en 1966.
« En premier lieu
des hommes ligotés bâillonnés démolis
des hommes rabougris déformés opprimés
des hommes humiliés
des hommes nus
réduits à rien (...) »
Les thèmes majeurs de la poésie de Messaour Boulanouar apparaissent l'indignation contre l'injustice, la misère et l'exploitation où qu'elles apparaissent, en Algérie sous l'ère coloniale et, au-delà, dans le monde entier des hommes :
« Mon pays est partout où l'homme se redresse
pour dire non au malheur quotidien
pour dire non
aux ruses de la haine
aux chances que la nuit espère
trouver dans notre vie
Mon pays est partout
où l'on refuse de se taire face au crime (...) »
Le poète « semeur de conscience »
« vient remettre en question les causes de la nuit
et les leçons
des endormeurs publics
des faiseurs de morale
des bâtisseurs du vide dans le cœur de l'homme »
Simultanément attentif aux tendres figures du monde, enraciné dans le paysage des Hauts plateaux dont il n'a jamais souhaité s'éloigner, le poète, dans son « inspiration terrienne », s'avoue « coupable », reconnaissant qu'il a pour « complices »
« les racines du jour le vent qui passe
les vagues les oiseaux la sève (…)
la vie des fleurs et des insectes
les pluies
de toutes les saisons anciennes
la neige au grand soleil (…)
la vie de tous les hommes qu'on oublie
de tous les hommes qu'on efface
de leur place sur terre
de tous les hommes qu'on rature
pour l'or l'argent le cuivre le salpêtre
pour le pétrole et le diamant (...) »

## Jugements
- La Meilleure force « est une ode-fleuve à l'humanisme bafoué et à la fraternité scellée par la tragédie, que le poète exalte d'une voix cristalline que se partagent un lyrisme plein de fraîcheur et des acents épiques, dignes de la meilleure tradition des meddah, ces bardes qui parcourent encore les villages algériens. (...) Son style personnel (...) atteindra, dans ses derniers écrits, une fluidité, une limpidité et une force rarement réunies avec autant de bonheur dans ma poésie algérienne. »

Arezki Metref, « Messaour Boulanouar, Le poète sur les remparts », dans Afrique-Asie, no 276, 30 août 1982.
- « Jean Sénac fut son ami, comme le furent Kateb Yacine et M'hamed Issiakhem. Messaour Boulanouar est de l’envergure de ces fondateurs de la littérature, de la poésie, de la culture algérienne. »

Arezki Metref, « Retour à Sour », dans Le Soir d'Algérie, 2 mars 2008.

## Citations
- « Le fait poétique ne dépend pas du lieu où nous vivons, mais de la charge poétique accumulée par le poète dans le passé et parfois dans le présent (…) On ne naît pas poète, on le devient par le contact avec le monde, par le refus de tout ce qui heurte notre conscience. (…) Écrite en pleine guerre de libération nationale,  La meilleure force est le fruit de nos cheminements divers à l'heure où tout Algérien vivait la vie de tous les autres, mais elle est aussi un refus, une réponse qui est aussi un refus du crime colonial. »
- « Je n'écris pas pour me distraire ni pour distraire les autres. Je reste semeur de conscience. Explorateur du monde où je vis, où je vois mon pays en chantier malgré tous les semeurs de doute, les spéculateurs et tous les pharisiens religieux et politiques. »
- « La poésie se trouve en danger, dans ce pays même où la magie du verbe accompagnait partout le peuple dans son travail et dans ses fêtes : chansons de moissonneurs, chansons de la tonte des moutons, chansons du tissage de la laine, chansons de toutes les touiza ancrées au plus profond de notre paysannerie. »

Messaour Boulanouar, entretien avec Tahar Djaout, dans Tahar Djaout, « Messaour Boulanouar, Un printemps sur la route », dans Algérie-Actualité, no 797, 22-28 janvier 1981, p. 26.

## Bibliographie

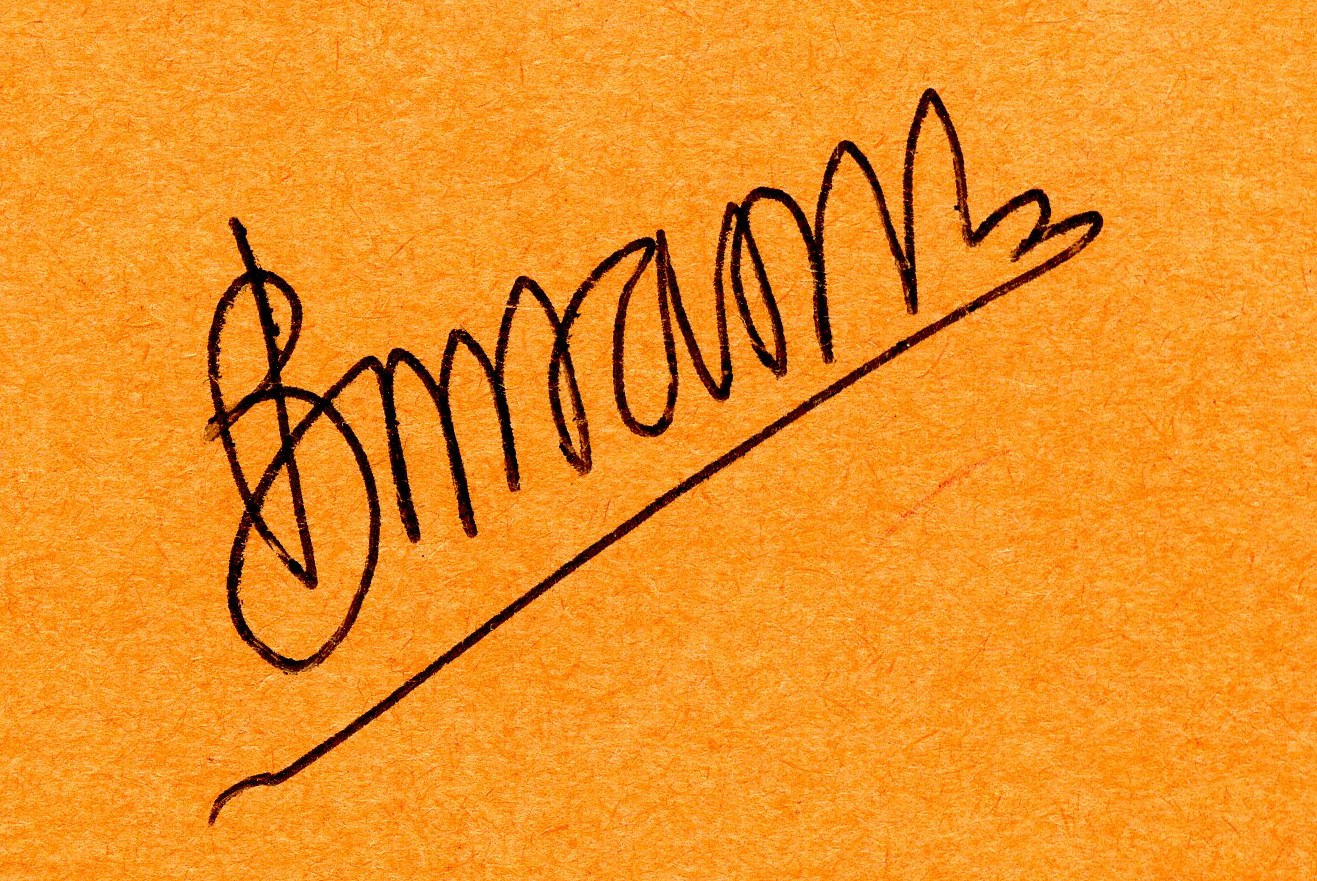
Signature de Messaour Boulanouar

### Recueils et plaquettes
- La Meilleure force (1956-1960), Paris, Éditions du Scorpion, 1963, 191 pages.
- Le Coup de fouet, pièce radiophonique radiodiffusée, Alger, 1966.
- Raisons de dire, s.l.e., Éditions de l'Orycte, 1976 (hors commerce).
- Comme un feu de racines, s.l.e., Éditions de l'Orycte, 1977 (hors commerce).
- En premier lieu, prologue de Le Coup de fouet, s.l.e., Éditions de l'Orycte, 1977 (hors commerce).
- Mon pays est partout où l'homme se redresse (Raison de dire), illustré, Alger, Département Information et Presse du Secrétariat national de L'U.N.J.A., 1979.
- Sous peine de mort, fragments, avec 12 dessins de Denis Martinez, s.l.e., Éditions de l'Orycte, 1981 (hors commerce).
- J'écris... de Sour El Ghozlane, Poèmes d'Algérie, 1972-1998, préface de Michel Reynaud, Paris, Éditions Tirésias, 1998  (ISBN 2908527634).
- Œuvres choisies, préface d'Abdelmadjid Kaouah, Alger, Union des Écrivains Algériens, 2003, 253 p.
- Et pour sanction la vie. Sous peine de mort. L'alphabet de l'espace [coffret réunissant les trois recueils], Alger, éditions Dalimen, 2008.  (ISBN 978-9961-759-58-5)

### Extraits
- « Enseigne-moi », dans Promesses no 18, Alger, novembre 1973, pp. 59-60.
- « Extrait (Je suis présent...) », dans L'Unité no 10, Alger, 10 mars 1976.
- « Raisons de dire », dans L'Unité, numéro spécial 1er novembre 1979, Alger, 1979, p. 8.

### Anthologies
- Bouches d'incendie, œuvre graphique de Denis Martinez, poèmes de Messaour Boulanouar, Abdelhamid Laghouati, Tahar Djaout, Hamid Tibouchi, Omar Azradj et Ahmed Hamdi, Paris, Publisud, 1983.  (ISBN 2-86600-089-7).
- Abdelmadjid Kaouah, Poésie algérienne francophone contemporaine, Autres temps éditions, Marseille, 2004.  (ISBN 978-2-84521-175-9)
- Ali El Hadj Tahar, Encyclopédie de la poésie algérienne de langue française, 1930 - 2008, en deux tomes, Alger, éditions Dalimen, 2009.  (ISBN 978-9961-759-79-0)
- Abdelmadjid Kaouah, Quand la nuit se brise (Poésie algérienne francophone contemporaine), éditions du Seuil, Paris, 2012.

### Articles
- « De la neige à la cendre », (sur le film Le silence des cendres, d'après une œuvre de Kaddour M'Hamsadji), dans El Moudhahid culturel no 193, Alger, 12 mars 1976, p. 7.
- « Défense de soi et chanson d'avenir », (sur une exposition de peintures de Denis Martinez, Oussama Abdeddaim et Ali Silem), dans L'Unité no 43, Alger, 15 mars 1978, p. 22-23.

### Sur Messaour Boulanouar

#### Articles
- Omar Tenessi, « La Meilleure force de Messaour Boulanouar, un chant général de la Révolution », dans Alger Républicain, Alger, 18 juin 1965.
- G. M., « Qui est Messaour Boulanouar », dans Révolution Africaine no 136, Alger, 4 septembre 1965.
- Djamel Amrani, « Messaour Boulanouar, un Walt Whitman rural », dans Révolution Université no 3, Alger, septembre-octobre 1966.
- Kaddour M'Hamsadji,  « La Meilleure force de Messaour Boulanouar », dans El Moudjahid culturel, numéro 15, Alger, 6 octobre 1971.
- Mouloud Achour, « Messaour Boulanouar, la simplicité en poésie », dans Algérie-Actualité, Alger, 3-9 juin 1973.
- Djamal Amrani, Messaour Boulanouar, un Walt Whitman rural, dans El Moudjahid culturel, no 87, Alger, 1er juin 1975.
- A. K., « Messaour Boulanouar, La Meilleure force, dans L'Unité no 10, Alger, 10 mars 1976.
- A. Achour, « Messaour Boulanouar, l'écrivain au présent », dans El Moudjahid, Alger, 9 avril 1978, p. 7.
- Tahar Djaout, « Messaour Boulanouar, Un printemps sur la route », dans Algérie-Actualité no 797, Alger, 22-28 janvier 1981.
- Arezki Metref, « Messaour Boulanouar, Le poète sur les remparts », dans Afrique-Asie, no 276, 30 août 1982, p. 58.
- Ali D., « Un poète crie à l'abus de confiance », dans El Watan, Alger, 4 mai 2004, p. 21.
- Arezki Metref, « Retour à Sour », dans Le Soir d'Algérie, 2 mars 2008.
- Abdelmadjid Kaouah, « Messaour Boulanouar, La meilleure force ou Je vous écris de Sour El-Ghozlane », dans L'ivrEscQ, no 21, Alger, janvier 2013, p. 10-12.
- Michel-Georges Bernard, « Messaour Boulanouar, Un authentique poète-moudjahid au milieu du silence », dans L'ivrEscQ, no 21, Alger, janvier 2013, p. 13-14.
- Walid Bouchakour, « Poétique de la vie, hommage à Messaour Boulanouar », dans El Watan, Alger, 18 novembre 2017.

#### Ouvrages généraux
- Albert Memmi, Anthologie des écrivains maghrébins d’expression française, Paris, Présence africaine, 1965, 299 p.
- Jacqueline Lévi-Valensi et J.-E. Bencheikh, Diwan algérien, La poésie algérienne d'expression française de 1945 à 1965, Centre Pédagogique Maghribin, 1967 (p. 56–68).
- Jean Déjeux, Bibliographie méthodique et critique de la littérature algérienne de langue française, 1945-1977, Alger, SNED, 1979.
- Jeune Poésie algérienne, no 60 de la revue Traces (Le Pallet), anthologie de poètes algériens, introduction et choix de Kamel Bencheikh. mars 1980.
- Jean Sénac, Poésie de Sour El Ghozlane, couverture portrait par Denis Martinez, Éditions de Orycte, Sigean, 1981.
- Jean Déjeux, Situation de la littérature maghrébine de langue française, Approche historique, Approche critique, Bibliographie méthodique des œuvres maghrébines de fiction, 1920-1978, Alger, Office des Publications Universitaires (OPU), 1982.
- Jean Déjeux, Dictionnaire des auteurs maghrébins de langue française, Paris, Éditions Karthala, 1984, p. 166-167)  (ISBN 2-86537-085-2).
- Jeune Poésie algérienne, anthologie de poètes algériens, introduction et choix de Kamel Bencheikh, revue Traces (Le Pallet), no 60.
- Tahar Djaout, Les mots migrateurs, Une anthologie poétique algérienne, Alger, Office des Publications Universitaires (OPU), 1984.
- Christiane Achour, Anthologie de la littérature algérienne de langue française, Alger, Entreprise Algérienne de Presse / Paris, Bordas, 1990.
- (it) Emanuele Bettini, Algeria. Un percorso litterario francofono nel Mediteranneo, Cremona, 2005.